# Cappottatura NACA

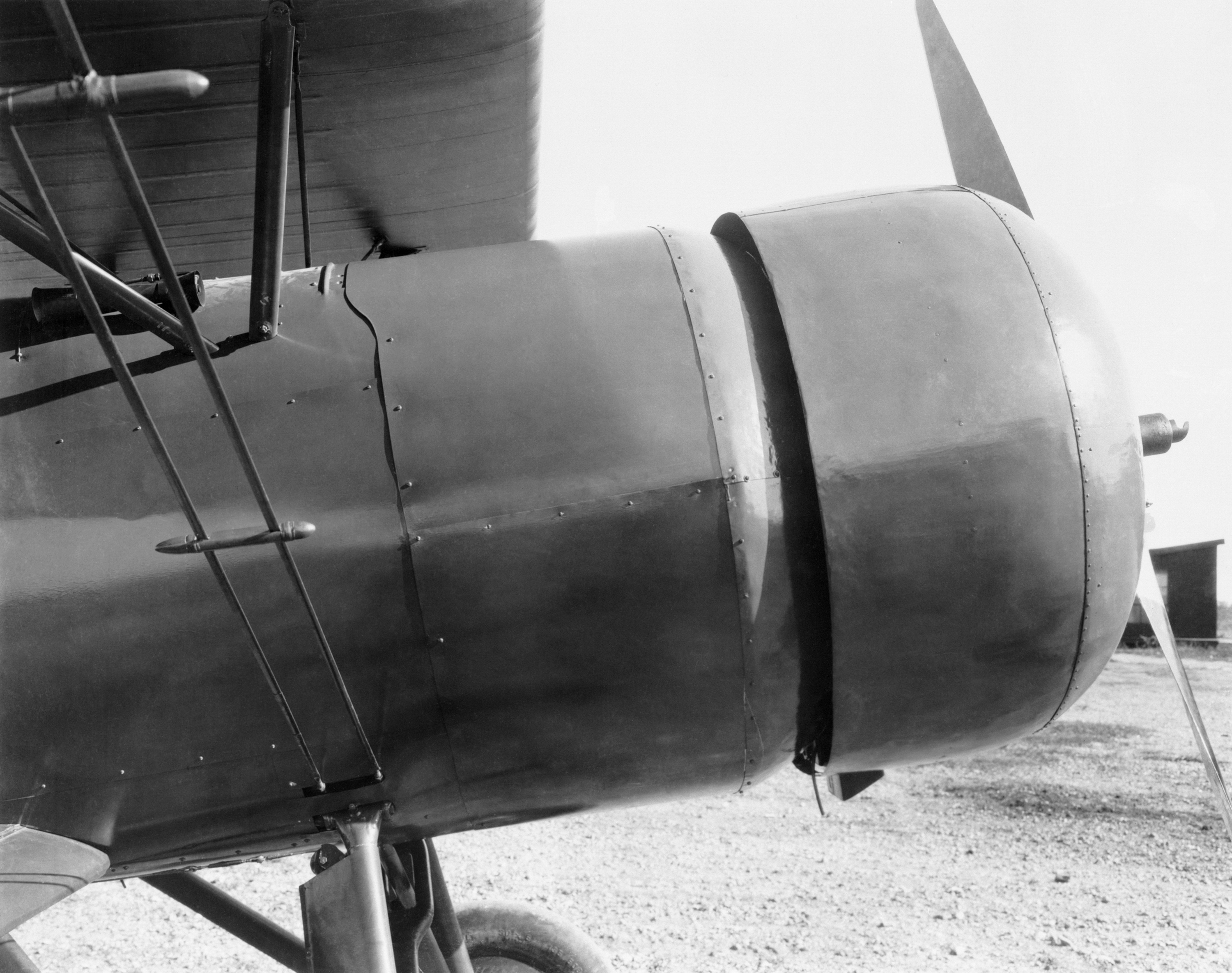
Una NACA cowling sul muso di un Curtiss AT-5A al Langley Memorial Aeronautical Laboratory, ottobre 1928.

La cappottatura NACA, in lingua inglese NACA cowling, è una particolare copertura atta a ricoprire i motori aeronautici radiali a scopi aerodinamici, sviluppata negli anni trenta dall'ente governativo statunitense National Advisory Committee for Aeronautics (NACA), da cui prende la denominazione, in base a studi sull'anello Magni, brevettato dall'ingegnere italiano Piero Magni e sull'anello Townend del britannico Dr. Hubert Townend.
Gli studi portarono alla realizzazione di un cofano motore di forma sostanzialmente cilindrica, con un'ampia apertura circolare anteriore, che consentiva di aumentare notevolmente la penetrazione aerodinamica del velivolo (riducendo la resistenza aerodinamica di una gondola motrice anche del 75% rispetto a quella di un motore scoperto). Nel contempo essa garantiva maggiore efficienza nel raffreddamento del motore stesso, grazie al flusso d'aria che investiva i cilindri entrando dalla parte anteriore della cappottatura, e che era evacuato poi posteriormente attraverso dei flabelli ad apertura regolabile.
Alla formula di base della NACA vennero applicate in seguito varie migliorie, ad esempio ad opera del francese Mercier; tra di esse, la possibilità di incorporare nel labbro anteriore tanto i condotti di scarico che i radiatori del lubrificante, oppure di regolare la temperatura del motore con la traslazione longitudinale di anelli posteriori in luogo della rotazione dei flabelli, sistema che eliminava la resistenza causata da questi ultimi.
Il successo di questo dispositivo fu talmente evidente che venne adottato praticamente da qualsiasi velivolo dotato di un motore radiale.